# Tomar do Geru (ort)
Tomar do Geru är en ort i Brasilien.   Den ligger i kommunen Tomar do Geru och delstaten Sergipe, i den östra delen av landet, 1 200 km öster om huvudstaden Brasília. Tomar do Geru ligger 194 meter över havet och antalet invånare är 4 394.
Terrängen runt Tomar do Geru är huvudsakligen platt. Tomar do Geru ligger uppe på en höjd. Närmaste större samhälle är Itabaianinha, 12,3 km norr om Tomar do Geru.
Omgivningarna runt Tomar do Geru är huvudsakligen savann. Runt Tomar do Geru är det ganska tätbefolkat, med 62 invånare per kvadratkilometer.